# Nathan Fuakala
Nathan Fuakala (Roubaix, 13 maart 2001) is een Frans-Congolees voetballer die in het seizoen 2022/23 door KMSK Deinze wordt uitgeleend aan Francs Borains. Fuakala is een verdediger.

## Clubcarrière
Fuakala ruilde de jeugdopleiding van Valenciennes FC in 2018 voor die van Club Brugge. In de seizoenen 2018/19 en 2019/20 speelde hij elf wedstrijden voor Club Brugge in de UEFA Youth League. In zijn debuutseizoen haalde hij met de Brugse U19 ook de halve finale van de Viareggio Cup. In het seizoen 2020/21 speelde hij 22 wedstrijden voor Club NXT, het beloftenelftal van Club Brugge in Eerste klasse B.
In mei 2021 ondertekende hij een contract voor twee seizoenen bij KMSK Deinze. Daar kreeg hij in zijn debuutseizoen nauwelijks speelkansen. Pas op de slotspeeldag in Eerste klasse B liet trainer Wim De Decker hem opdraven: in de 2-1-nederlaag tegen Lommel SK mocht hij bij de rust invallen voor Viktor Boone.
In september 2022 tekende hij op huurbasis bij Francs Borains.

## Clubstatistieken
| Seizoen         | Club             | Land            | Competitie       | Competitie | Competitie | Beker | Beker | Supercup | Supercup | Europees | Europees | Totaal | Totaal |
| Seizoen         | Club             | Land            | Competitie       | Wed.       | Dlp.       | Wed.  | Dlp.  | Wed.     | Dlp.     | Wed.     | Dlp.     | Wed.   | Dlp.   |
| --------------- | ---------------- | --------------- | ---------------- | ---------- | ---------- | ----- | ----- | -------- | -------- | -------- | -------- | ------ | ------ |
| 2020/21         | Club NXT         | Vlag van België | Eerste klasse B  | 22         | 0          | —     | —     | —        | —        | —        | —        | 22     | 0      |
| 2021/22         | KMSK Deinze      | Vlag van België | Eerste klasse B  | 1          | 0          | 0     | 0     | —        | —        | —        | —        | 0      | 0      |
| 2022/23         | → Francs Borains | Vlag van België | Eerste nationale | 18         | 0          | 0     | 0     | —        | —        | —        | —        | 18     | 0      |
| Carrière totaal | Carrière totaal  | Carrière totaal | Carrière totaal  | 41         | 0          | 0     | 0     | 0        | 0        | 0        | 0        | 41     | 0      |

Bijgewerkt op 18 april 2023.

## Interlandcarrière
Fuakala speelde in 2017 drie oefeninterlands met Frankrijk –16 (tegen Portugal en tweemaal tegen Duitsland). Twee jaar later mocht hij bij Frankrijk –18 invallen tegen Italië.